# 파타다칼
파타다칼(영어: Pattadakal, 칸나다어: ಪಟ್ಟದ್ಕಲ್ಲು)은 인도 카르나타카 주 북부에 위치한 마을로, 8세기에 건설된 힌두교 사원 유적으로 유명한 곳이다. 1987년 유네스코가 지정한 세계유산으로 선정되었으며 북부의 드라비다인 건축 양식과 남부의 아리아인 건축 양식이 혼합된 것이 특징이다.

## 같이 보기
- 엘로라 석굴